# كفور الصولية
قرية كفور الصولية هي إحدى القرى التابعة لمركز مطاي بمحافظة المنيا في جمهورية مصر العربية. حسب إحصاءات سنة 2006، بلغ إجمالي السكان في كفور الصولية 7358 نسمة، منهم 3653 رجلا و3705 امرأة.